# Supercoppa tedesca (pallavolo femminile)
La Supercoppa tedesca è una competizione pallavolistica per squadre di club tedesche femminili, organizzata con cadenza annuale dalla DVV.

## Edizioni
| Edizione      | Edizione          | Podio          | Podio         | Podio         |               |
| Anno          | Sede della finale | Campione       | Risultato     | Finalista     |               |
| ------------- | ----------------- | -------------- | ------------- | ------------- | ------------- |
| 1987 Dettagli | -                 | Lohhof         | -             | CJD Feuerbach |               |
| 1988          | -                 | Non disputata  | Non disputata | Non disputata | Non disputata |
| 1989 Dettagli | -                 | Dynamo Berlino | -             | CJD Feuerbach |               |
| 1990          | -                 | Non disputata  | Non disputata | Non disputata | Non disputata |
| 1991 Dettagli | -                 | Münster        | -             | -             |               |
| 1992-2000     | -                 | Non disputata  | Non disputata | Non disputata | Non disputata |
| 2001 Dettagli | -                 | Dresdner       | -             | Schweriner    |               |
| 2002-2015     | -                 | Non disputata  | Non disputata | Non disputata | Non disputata |
| 2016 Dettagli | Berlino           | MTV Stoccarda  | 3 - 1         | Dresdner      |               |
| 2017 Dettagli | Hannover          | Schweriner     | 3 - 0         | MTV Stoccarda |               |
| 2018 Dettagli | Hannover          | Schweriner     | 3 - 1         | Dresdner      |               |
| 2019 Dettagli | Hannover          | Schweriner     | 3 - 1         | MTV Stoccarda |               |
| 2020 Dettagli | Dresda            | Schweriner     | 3 - 0         | Dresdner      |               |
| 2021 Dettagli | Schwerin          | Dresdner       | 3 - 2         | Schweriner    |               |
| 2022 Dettagli | Stoccarda         | Potsdam        | 3 - 1         | MTV Stoccarda |               |
| 2023 Dettagli | Rostock           | MTV Stoccarda  | 3 - 1         | Schweriner    |               |
| 2024 Dettagli | Stoccarda         | MTV Stoccarda  | 3 - 1         | Schweriner    |               |

## Palmarès
| Squadra        | Titolo | Edizione               |
| -------------- | ------ | ---------------------- |
| Schweriner     | 4      | 2017, 2018, 2019, 2020 |
| MTV Stoccarda  | 3      | 2016, 2023, 2024       |
| Dresdner       | 2      | 2001, 2021             |
| Lohhof         | 1      | 1987                   |
| Dynamo Berlino | 1      | 1989                   |
| Münster        | 1      | 1991                   |
| Potsdam        | 1      | 2022                   |